# 硬纸盒探案
《硬纸盒探案》是柯南·道爾所著的福爾摩斯探案的56個短篇故事之一，收錄於《福爾摩斯回憶錄》。

## 故事簡介
蘇珊·庫辛（Susan Cushing）小姐獨居於偏僻地區，突然收到一盒裝有兩隻人類耳朵的盒子，警方對此大惑不解，於是求教於福爾摩斯。福爾摩斯到庫辛小姐家中偵查，發現原來庫辛小姐有兩個妹妹（莎拉與瑪麗（Sarah and Mary）），而其中莎拉更曾與前男友吉姆·布朗納（Jim Browner）爭執，因此轉向莎拉小姐問話，但莎拉小姐卻稱身體不適拒絕見客。福爾摩斯根據盒子的水手繩結，認為是布朗納所為。最終布朗納認罪。